# Џорџ Жан Нејтан
Џорџ Жан Нејтан (енгл. George Jean Nathan; Форт Вејн, 14. фебруар 1882 - Њујорк, 8. април 1958) био је амерички драмски критичар и уредник.